# Шебрелє
Шебрелє (словен. Šebrelje) — село в общині Церкно, Регіон Горішка, Словенія. Висота над рівнем моря: 638.8 м. 